# Erste Liebe
Erste Liebe (El Primer Amor) es una película de drama romántico de 1970, escrita, dirigida, producida y protagonizada por el director austriaco Maximilian Schell. Es una adaptación de la novela homónima de Ivan Turgenev de 1860, protagonizada por Schell, Dominique Sanda y John Moulder-Brown.

## Sinopsis
Vladimir, un adolescente, se siente subyugado, desde la primera visita de cortesía, por su vecina, la arruinada y extravagante princesa Zenaida, durante un verano de tempestades internas y crueles revelaciones. Pero Zenaida no le corresponde, y Vladimir ve como se rompe su frágil universo infantil y la inexistente armonía del núcleo familiar, ya que a su desamor se une el conflicto entre padres e hijos en una Rusia donde conviven el refinamiento afrancesado y la barbarie social.

## Reparto
- John Moulder-Brown como Alejandro
- Dominique Sanda como Sinaida
- Maximilian Schell como Padre
- Valentina Cortese como Madre
- Marius Goring como Dr. Lushin
- Dandy Nichols como Princesa Zasekina
- Richard Warwick como El teniente Belovzorov
- Keith Bell como el conde Malevsky
- Johannes Schaaf como Nirmatsky
- John Osborne como Maidanov

## Recepción
Roger Greenspun de The New York Times escribió sobre la película que "a pesar de su pretensión, su belleza, sus 1000 excesos, y hasta cierto punto quizás debido a ellos, tiene éxito como visión incluso cuando parece que está siendo asfixiada por el estilo": Roger Ebert del Chicago Sun-Times le dio a la película dos estrellas de cuatro y escribió: "El problema en Erste Liebe (aparte del hecho de que la conclusión de ninguna manera surge orgánicamente del material) es que toda la película es tan petulante en su sentido de la tragedia. En su debut como director, Maximilian Schell tomó una historia de Turgenev y la amplió con silencio, vastos paisajes sin carácter, muchos pájaros, algo de soledad y un estilo visual que no ayuda mucho". Gene Siskel del Chicago Tribune le dio a la película una calificación idéntica de dos estrellas y declaró: "Schell se niega a reducir la historia de Turgenev al elemento esencial del amor de un niño por un vecino visitante e intenta incluir algunos de los comentarios sociales del autor ruso. sobre la superficialidad de la clase dominante. El resultado es un guion con una gran ambición que no es ni sensual ni ingenioso". Variety lo llamó "una imagen sincera, afectuosa y exquisitamente bonita del amor juvenil, o el enamoramiento, en el contexto pausado pero ya amenazado de un mundo y una sociedad que fue, pero que simbólicamente también refleja el presente". Charles Champlin de Los Angeles Times declaró: "Por momentos, Erste Liebe es demasiado elíptico y confuso, aunque el avance principal de la narrativa nunca falla. Lo que es especialmente digno de mención es el poder de sugerencia y moderación de la película para transmitir una atmósfera altamente cargada de sexo decadente". Gary Arnold de The Washington Post escribió: "El director de fotografía Sven Nykvist ofrece un gran espectáculo, realizando una asombrosa hazaña de luminosidad tras otra, pero el director Maximilian Schell es compulsivamente poco esclarecedor sobre cuestiones de tema y carácter y período histórico y continuidad".

## Premios
- Premios Óscar, Estados Unidos.

1971: Nominada a Mejor Película en Lengua Extranjera (Suiza)
- Deutscher Filmpreis

1971: Ganó el "Premio de Cine en Oro" por "Mejor Largometraje"
- Festival Internacional de Cine de San Sebastián

1970 Maximilian Schell ganó el premio "Silver Seashell"